# 가와사키 T-4
가와사키 T-4는 일본 항공자위대의 아음속 중등훈련기이다. 현재 항공자위대의 블루 임펄스 시범비행단에서 사용한다. 최초의 XT-4 시제기는 1985년 7월 29일 제작되었다. 최초의 양산기는 1988년에 인도되었다.

## 파생형
- XT-4: 시제기, 4대 제작됨
- T-4: 2인승 중등훈련기 208대 제작됨

## 북한 핵실험
일본 항공자위대는 T-4 훈련기에 정찰포드를 장착하여 핵실험 탐지에 사용한다. 핵분열을 하면 제논-133등 방사능 물질이 반드시 검출된다. 2006년 북한 핵실험 당시 일본의 T-4 훈련기가 실전투입되었다. 그러나 군사전문가들은 "WC-135 정찰기는 방사능 탐지 전용기로 전 세계에서 거의 유일무이한 존재"라면서 "일본도 T-4 훈련기를 개조한 탐지특수기를 운용하고 있지만 WC-135에는 훨씬 못미치는 수준"이라고 말한다.

## 사용국가
- 일본: 일본 항공자위대

## 제원 (T-4)
정보의 출처: Jane's Aircraft Recognition Guide
일반 특성
- 승무원: 2인승
- 길이: 13.0 m (42 ft 8 in)
- 날개폭: 9.94 m (32 ft 7 in)
- 높이: 4.6 m (15 ft 1 in)
- 공허중량: 3,790 kg (8,356 lb)
- 최대이륙중량: 7,500 kg (16,535 lb)
- 엔진: 2× Ishikawajima-Harima F3-IHI-30 turbofans, 32.56 kN (7,320 lb) 각각

성능
- 최대속도: 1,038 km/h (645 mph 마하 0.91)
- 순항속도: 마하 0.75
- 항속거리: 1,668 km (900 nm)
- 항속거리: 1,668 km (900 nm)
- 상승한도: 15,240 m （50,000 ft） ()
- 상승률: 3,160 m/min ()

무장
- 2개의 하드포인트
- 훈련용 폭탄, 로켓 장착가능

## 같이 보기
- T-50 골든이글
- BAE 호크
- 알레니아 아에르마키 M-346